# Acadèmia Noruega de Ciències i Lletres
L'Acadèmia Noruega de Ciències i Lletres (en noruec, Det Norske Videnskaps-Akademi, DNVA) és una societat científica instal·lada a Oslo.

## Història
El 1811, es va fundar la Universitat Real Frederick a Oslo. La idea d'una societat científica a Christiania va aparèixer per primera vegada el 1841. La ciutat de Throndhjem no tenia universitat, però sí una societat científica, la Reial Societat Noruega de Ciències i Lletres, establerta el 1760. El propòsit d'una societat científica a Christiania va ser donar suport als estudis científics i ajudar a la publicació de treballs acadèmics. La ciutat ja tenia societats per a determinades professions, per exemple, la Societat Noruega de Medicina, fundada el 1833. La societat científica estaria oberta només a acadèmics de totes les branques acadèmiques.
L'acadèmia té 476 membres noruecs, i 409 estrangers, totalitzant 882 membres a l'1 de novembre de 2010.